# Calamagrostis scotica
Calamagrostis scotica är en gräsart som först beskrevs av George Claridge Druce, och fick sitt nu gällande namn av George Claridge Druce. Calamagrostis scotica ingår i släktet rör, och familjen gräs. Inga underarter finns listade i Catalogue of Life.